# Fatih-Moschee (Werl)

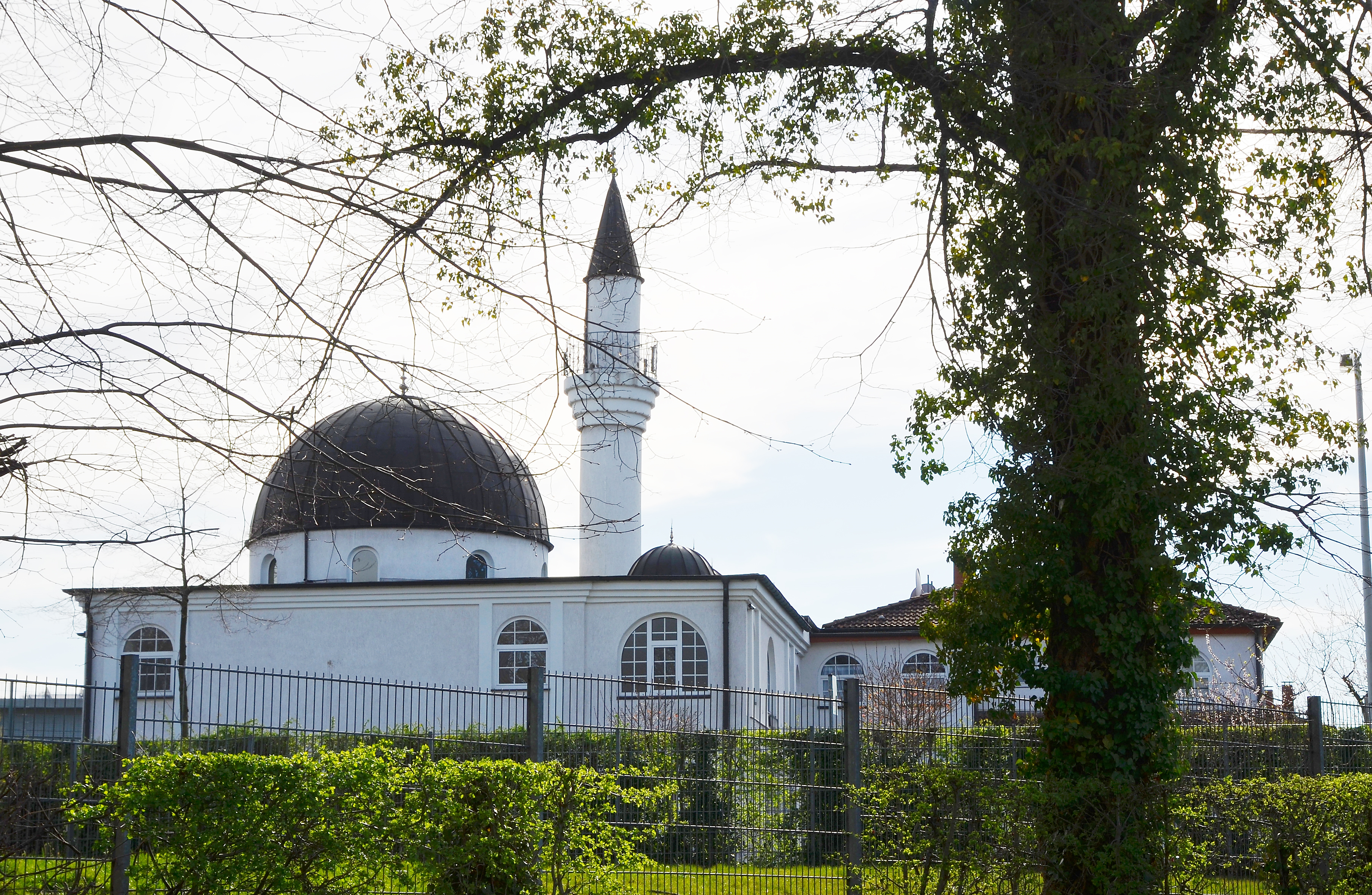
Moschee der islamischen Gemeinde mit Minarett

Die Fatih-Moschee (türkisch Fatih Camii, deutsch Eroberer-Moschee) ist eine Moschee in Werl.

## Geschichte
Die Moschee wurde 1989 für etwa 1,5 Millionen DM errichtet, sie verfügt über ein 16,5 Meter hohes Minarett. Die Kuppel ist 10 m hoch. Die Nutzfläche  beträgt etwa 404 m² einschließlich des 2005 errichteten Nebengebäudes mit Verwaltungs- und Funktionsräumen. Auf das Recht zum Gebetsruf vom Minarett wird verzichtet.
Zur Ausstattung gehören eine Gebetsnische mihrab und eine Kanzel minbar.
Die Fatih-Moschee in Werl gehört zum DİTİB-Verband.